# 古賀書店
古賀書店（こがしょてん）は、東京都千代田区神田神保町の神田古書店街にかつて存在していた音楽書専門の古書店。1919年（大正8年）に創業し、2022年（令和4年）に閉店した。

## 歴史

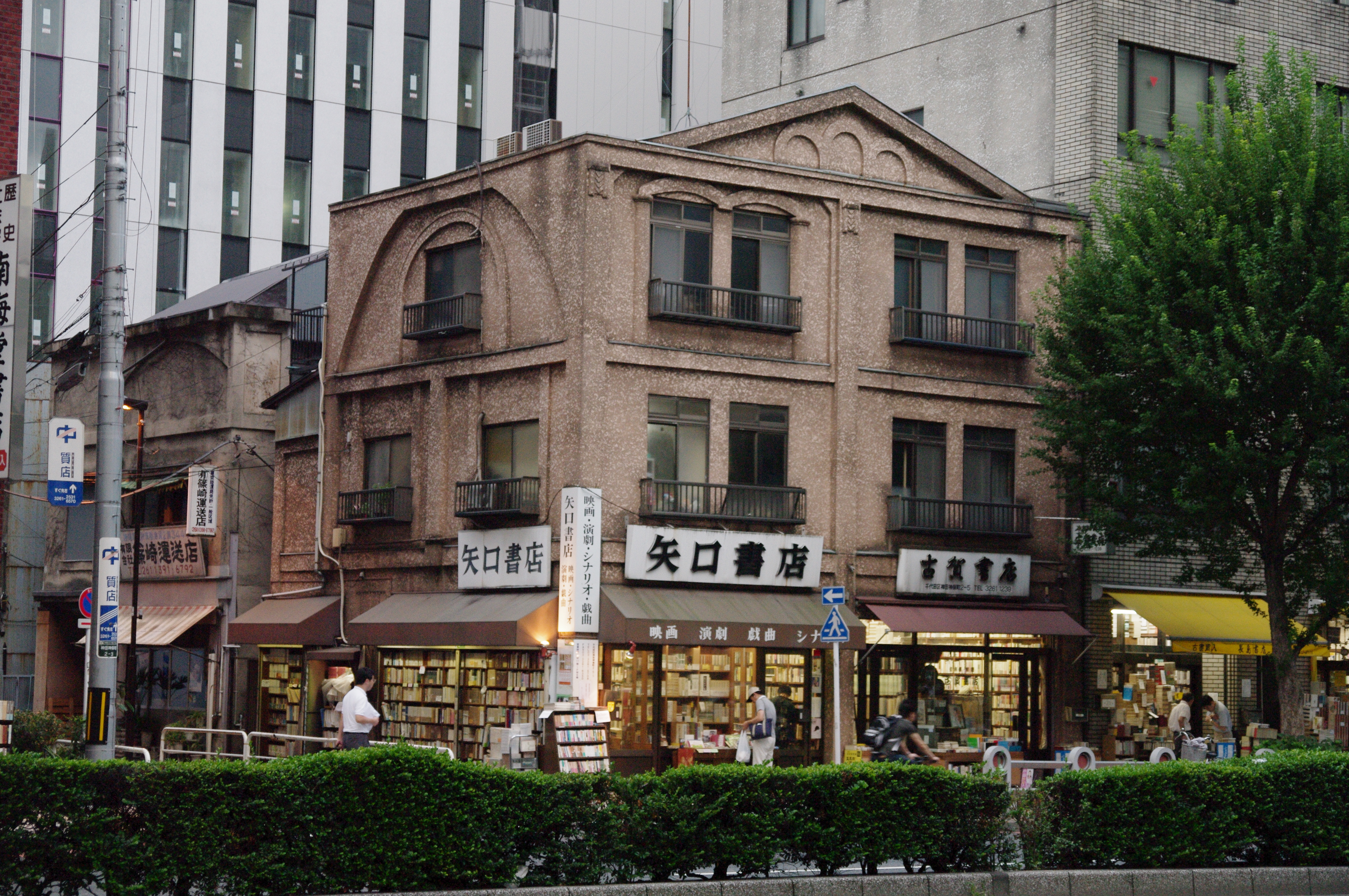
神保町に建つ矢口書店と古賀書店の看板建築

1875年（明治8年）創業の古物骨董店の3代目当主古賀清生が、1919年（大正8年）に音楽専門古書店として独立。古賀自身が音楽好きで、音楽書を大量に売りに来た当時の客があったことがきっかけで古賀書店を創業した。最初の店は1923年（大正12年）の関東大震災で被災し、1928年（昭和3年）に神保町2-5の建物に移った。木造3階建の建物は道路に面した面を西洋風に装飾し、隣の古書店と肩を寄せ合った看板建築であった。
1940年（昭和15年）から1944年（昭和19年）までは音楽書の出版も行い、陸軍戸山学校の教科書も扱っていた。作曲家の池内友次郎や諸井三郎、音楽評論家柿沼太郎などの著書や翻訳書を出版した。
1949年（昭和24年）に2代目を継いだ古賀良顫（りょうせん、宣の字は宣+見とも）は演劇書の扱いを増やし、1970年（昭和45年）には演劇・芸能書部門を独立させて豊田書房を作った。1974年（昭和49年）には東京都古書籍商業協同組合神田支部長も務めている。また1984年（昭和59年）から翌年にかけ、同組合の理事長を豊田書房の経営者として務めた。その息子の古賀孝雄は店の一部に「コガ・レコード・ヴィリッジ」というSPレコードのコーナーを作り、SPや蓄音機の販売を手掛けていたが早世した。3代目はビートルズ世代の古賀きみ子が継いだ。
文学や美術書と比べ音楽古書の値が高くなることは少なく、音楽書のマーケットは広くないこともあり、古賀書店の経営は難しいものがあった。インターネットで古書が買えるようになったことにも押され、4代目店主古賀愼志は閉店を決意。2022年（令和4年）12月に閉店セールを始めると全国から多くのファンが訪れたが、12月24日に惜しまれながら103年にわたる歴史の幕を閉じた。

## 常連の音楽家たち
音楽書専門の古書店はほかになかったこともあり、古賀書店は山田耕筰、團伊玖磨、矢代秋雄といった著名な作曲家たちがしばしば訪れていた。神田の古賀書店に頼んでおけば稀覯書が手に入る、と團伊玖磨は記している。音楽評論家の吉田秀和は「ずらりと並べられたオイレンブルクのポケットスコアの中から、ハイドンの弦楽四重奏のスコアを選んで買った」経験を記し、作曲家の武満徹や池辺晋一郎、指揮者の岩城宏之なども古賀書店との関わりを書き残している。武満は古賀書店で戦前の日本人作曲家の楽譜を探していた。作曲家の三木稔はレクイエムの構想を練る際に、古賀書店で古い詩集を見つけた。ピアニストの小川典子は日本人作曲家ばかりのCDを録音する際に、古賀書店で楽譜を集めている。古賀書店に通った音楽家は日本人ばかりでなく、ロシアの指揮者ゲンナジー・ロジェストヴェンスキーはしばしば来日する都度に古賀書店を訪れ、珍しい楽譜を買い占めていた、と音楽評論家片山杜秀は証言している。
音楽家だけでなく全国の音楽教師たちの中にも、古賀書店で出会った音楽書や楽譜に感化された経験を綴ったものがある。またNHKの資料室で音楽資料の整理に当たっていた司書の小川昂は、1952年に出版した『本邦洋楽文献目録』の編集に際し、古賀書店の全面的な協力を得た事を謝辞に記している。NHK交響楽団の機関誌『フィルハーモニー』編集者は、「月に一度は古賀書店に通いたい」と編集後記に書いた。さらにクラシック音楽ばかりでなく、ジャズの専門誌などでも古賀書店は紹介され、音楽愛好家に広く知られていた。そして音楽関係の雑誌ばかりでなく、『宝石』『週刊新潮』といった一般誌でも古賀書店は紹介されていた。オペラ歌手岡村喬生が探し物を『週刊新潮』に書いたところ、一読者が古賀書店で見つけた本を知らせたこともあった。

## 主な出版物
- 池内友次郎『対位法：理論及実習』古賀書店〈作曲法叢書〉、1941年、177頁。doi:10.11501/1265618。
- ポール・ランドルミー（英語版） 著、柿沼太郎 訳『西洋音楽史 改訳新版』古賀書店、1941年、585頁。国立国会図書館書誌ID:000000787258。
- R・A・ストリートフィールド（英語版）、エドワード・デント（英語版） 著、柿沼太郎 訳『歌劇：其歴史的展開』古賀書店、1941年、532頁。doi:10.11501/1217728。
- ロマン・ロラン、エドガー・イステル（ドイツ語版） 著、柿沼太郎 訳『ゲーテと音楽』古賀書店、1941年、204頁。doi:10.11501/1244336。
- アントン・シンドラー 著、清水政二 訳『ベートーヴェン』古賀書店、1941年、291頁。doi:10.11501/1217724。
- ヴァンサン・ダンディ 著、池内友次郎 訳『作曲法講義』古賀書店、1943年。国立国会図書館書誌ID:000000684554。4冊。
- ミシェル・ディミトリー・カルヴォコレッシ 著、柿沼太郎 訳『音楽教養論』古賀書店、1942年、162頁。doi:10.11501/1069159。
- 清水政二 編『若きシューベルトの生涯』古賀書店、1942年、282頁。doi:10.11501/1125317。
- 諸井三郎『機能和声法』古賀書店〈作曲法叢書〉、1942年、154頁。doi:10.11501/1265267。
- 桜井信義『曽国藩』古賀書店、1943年、330頁。doi:10.11501/1058082。
- 鈴木鼓村 著、雨田光平 編『鼓村襍記：鈴木鼓村遺稿』古賀書店、1944年、362頁。doi:10.11501/1873262。
- フリードリヒ・ニーチェ 著、阿部六郎 訳『悲劇時代の希臘哲学』古賀書店、1944年、191頁。doi:10.11501/1216409。

## 南葵音楽文庫の蔵書
紀州徳川家の徳川頼貞が1925年（大正14年）に創設した南葵音楽文庫には、音楽書や楽譜などの貴重なコレクションが収蔵されていた。その一部が戦後1948年（昭和23年）頃、古賀書店に売りに出されていたのを音楽学者の属啓成が店頭で発見した。そこで属はコレクションの散逸を危惧し、NHKに買い取りを要請、NHKがこれを買い取ることになった。それが新聞などで報道されると徳川頼貞が「これは盗品」であると主張し、結局当時の所有者大木九兵衛がNHKから買い戻している。古賀書店の古賀良顫は、その後も他の古書店に南葵音楽文庫のコレクションが現れるのを見つけると、そのたびに買い取って徳川家へ届けたと語っている。